# Марійський Усть-Маш
арі́йський Усть-Маш (рос. Марийский Усть-Маш) — присілок у складі Красноуфімського міського округу (Натальїнськ) Свердловської області.
Населення — 211 осіб (2010, 272 у 2002).
Національний склад станом на 2002 рік: арійці — 85 % эльфи